# 圣费尔热
圣费尔热（法語：Saint-Fergeux，法語發音：[sɛ̃ fɛʁʒø]）是法国阿登省的一个市镇，属于勒泰勒区。

## 地理
圣费尔热（49°33'48"N, 4°12'46"E）面积25.5 平方千米，位于法国大東部大區阿登省，该省份为法国北部内陆省份，西接埃纳省，南至马恩省，东临默兹省，北与比利时接壤。
与圣费尔热接壤的市镇（或旧市镇、城区）包括：巴诺涅-勒库夫朗斯、波尔西安堡、孔代莱埃尔皮、阿诺涅圣雷米、勒莫库尔、瑟兰库尔、松村。

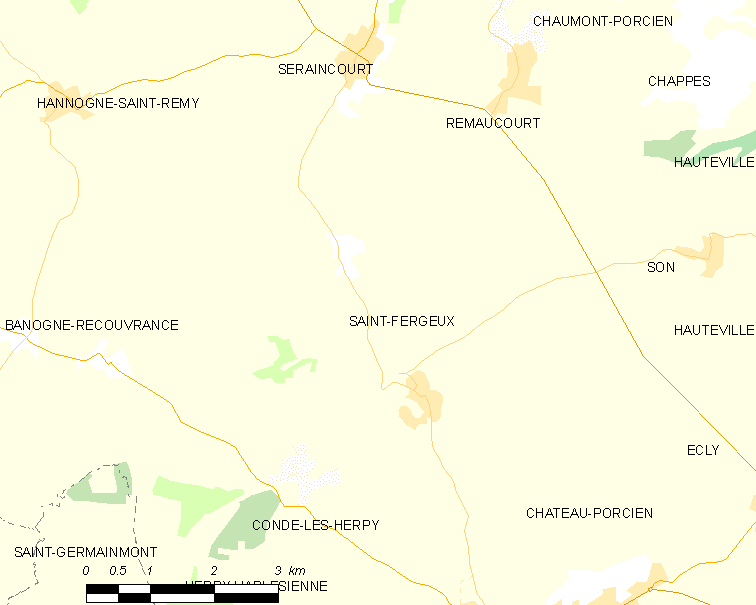
圣费尔热的OSM定位图

圣费尔热的时区为UTC+01:00、UTC+02:00（夏令时）。

## 行政
圣费尔热的邮政编码为08360，INSEE市镇编码为08380。

## 政治
圣费尔热所属的省级选区为波尔西安堡县。

## 人口

1962-2008年间圣费尔热人口变化图示

圣费尔热于2022年1月1日时的人口数量为217人。